# Амалія Дітріх
Амалія Дітріх (народилася 26 травня 1821 року в Зібенлене (Саксонія), померла 9 березня 1891 року в Рендсбурзі) — німецький ботанік і зоолог, дослідниця Австралії — зібрані нею цінні екземпляри австралійської флори і фауни, а також етнографічні та антропологічні об'єкти.

## Життєпис
Ботаніку Амалія почала поглиблено вивчати завдяки своєму чоловікові — фармацевту Вільгельму Дітріху (1811—1867), за якого вона вийшла заміж у 1848 році. В них була одна дочка — Харисту (1848 р. н.). Амалія подорожувала зі своїм чоловіком по всій Європі, збираючи рослини і продаючи лікарські засоби. Внаслідок важкого характеру чоловіка Амалія незабаром розлучилася з ним, заробляючи на прожиття збором ботанічних зразків.
У 1863 році Амалія Дітріх була представлена Йоганну С. Годеффруа — купцю з Гамбурга, який керував приватним музеєм. У тому ж році компанія Godeffroy & Sohn відправила її до дослідницької експедиції до Австралії, де вона збирала екземпляри місцевої флори і фауни, а також етнографічні та антропологічні об'єкти для музею Годеффруа. У 1872 році Амалія поїхала до Тонгаського архіпелагу, в 1873 році — після майже десятирічної відсутності — повернулася до Німеччини. Повернувшись, вона працювала куратором у музеї Годеффруа, до смерті його власника в 1885 році, коли колекція музею була розділена між центрами в Лейпцигу та Гамбурзі, в результаті чого Амалія перейшла працювати до Гамбурзького ботанічного музею.
В знак визнання її заслуг у галузі ботаніки та зоології багато різних видів тварин та рослин були названі на її честь, серед інших оси Nortonia Amaliae і Odynerus Dietrichianus, мох Endotrichella Dietrichiae або водорості Amansia Dietrichiana і Sargassum Amaliae .

## Додаткова література
- The Hard Road, the Life Story of Amalie Dietrich (англ.).
- Amalie Dietrich. Ein Leben erzält von Charitas Bischoff (нім.). Berlin.
- Amalie Dietrich (1821–1891): German Biologist in Australia (англ.). Stuttgart: Institute for Foreign Cultural Relations.
- The matilda women (англ.). Brisbane: Playlab Press.
- A Woman in the Wilderness: the Story of Amalie Dietrich in Australia (англ.). Sydney: University of New South Wales Press.